# بين جونز (لاعب دوري الرغبي)
بين جونز (بالإنجليزية: Ben Jones)‏ هو لاعب دوري الرغبي أسترالي، ولد في 24 يونيو 1990 في أورانج في أستراليا.